# Präeuklidische Ebene
Eine präeuklidische Ebene ist in der synthetischen Geometrie eine affine Ebene über einem Körper, dessen Charakteristik nicht 2 ist und auf der eine Orthogonalitätsrelation zwischen den Geraden definiert ist. Die präeuklidischen Ebenen bilden in der absoluten Geometrie genau die Klasse der „euklidischen“ Modelle für  ebene Geometrien. In der absoluten Geometrie ist das Attribut „euklidisch“ als Gegensatz zu „nichteuklidisch“ zu verstehen: Unter den Metrischen Ebenen erfüllen genau die präeuklidischen Ebenen, wie sie dieser Artikel beschreibt, das euklidische Parallelenaxiom.
Eine Orthogonalitätsrelation mit den geforderten Eigenschaften ist genau dann erklärbar, wenn der Koordinatenkörper der affinen Ebene mehr als eine Quadratklasse hat. Die möglichen Orthogonalitätsrelationen können durch die Quadratklasse ihrer Orthogonalitätskonstanten klassifiziert werden. In einer präeuklidischen Ebene können senkrechte Achsenspiegelungen und Winkelhalbierende definiert werden, letztere müssen aber nicht für alle Winkel existieren. Liegt die Orthogonalitätskonstante in der Quadratklasse von −1, dann existieren in der präeuklidischen Ebene Quadrate (die geometrischen Figuren) und es kann ein kartesisches Koordinatensystem eingeführt werden. Existieren Winkelhalbierende für jedes schneidende Geradenpaar, dann wird die präeuklidische Ebene als frei bewegliche Ebene bezeichnet.
Jede frei bewegliche Ebene ist eine präeuklidische Ebene mit Quadraten, jede euklidische Ebene im Sinne der synthetischen Geometrie ist eine frei bewegliche Ebene.
Eine präeuklidische Ebene wird in der Literatur auch als verallgemeinerte euklidische Ebene bezeichnet.
Der vorliegende Artikel nennt die Axiome, durch die eine Orthogonalitätsrelation auf einer affinen Ebene in der synthetischen Geometrie gekennzeichnet wird. Im Einzelnen werden hier aber nur Folgerungen dieser Orthogonalität für eine pappussche Ebene, die dem affinen Fano-Axiom genügt, also eine präeuklidische Ebene, näher erläutert, die mit einer Orthogonalität ausgestattet bereits viele Eigenschaften einer euklidischen Ebene teilt.

## Definitionen und Eigenschaften

### Orthogonalität
Eine zweistellige Relation {\displaystyle \perp } („ist senkrecht zu“) auf der Menge der Geraden einer affinen Ebene heißt Orthogonalitätsrelation, wenn sie folgende Eigenschaften besitzt:
1. Zu jeder Geraden {\displaystyle g} existiert mindestens eine Gerade {\displaystyle h} mit {\displaystyle g\perp h}.
2. Aus {\displaystyle g\perp h} folgt {\displaystyle h\perp g}.
3. Ist {\displaystyle g\perp h}, so gilt {\displaystyle h'\parallel h} genau dann, wenn {\displaystyle g\perp h'}.
4. Für keine Gerade {\displaystyle g} ist {\displaystyle g\perp g}.

Gelegentlich wird in der Literatur das 4. Axiom weggelassen. Eine Gerade, die zu sich selbst senkrecht ist, heißt isotrop, sie ist dann nach dem 3. Axiom genau zu allen ihren Parallelen senkrecht.
Gleichwertig kann man auf der Menge der Richtungen (Parallelenscharen) {\displaystyle U} der affinen Ebene eine Orthogonalitätsabbildung {\displaystyle f\colon U\rightarrow U} definieren, von der gefordert wird, dass sie bijektiv, involutorisch und, wenn die Orthogonalitätsrelation keine isotropen Geraden erlauben soll, gleichwertig zum 4. Axiom auch fixelementfrei sein muss.
Schon aufgrund der ersten 3 Axiome ergibt sich: Zu jeder Geraden {\displaystyle g} und jedem Punkt {\displaystyle P} gibt es genau eine Senkrechte zu {\displaystyle g} durch {\displaystyle P}.
→ Diese axiomatische Definition verallgemeinert den Begriff Orthogonalität der ebenen Geometrie. Für den zweidimensionalen Fall einer Ebene verallgemeinert sie den Orthogonalitätsbegriff der linearen Algebra und der analytischen Geometrie.

### Präeuklidische Ebene
Für eine affine Translationsebene mit Orthogonalitätsrelation (alle 4 Axiome), die dem affinen Fano-Axiom genügt, in der also keine Translation involutorisch ist, sind folgende Sätze äquivalent:
- der Höhenschnittpunktsatz: „In jedem Dreieck schneiden sich die Höhen in einem Punkt, dem Höhenschnittpunkt.“ und
- der Mittellotensatz: „In jedem Dreieck schneiden sich die Mittellote der drei Seiten (die Mittelsenkrechten der euklidischen Geometrie) in einem Punkt.“ – Dies ist in der euklidischen Geometrie der Mittelpunkt des Umkreises.

Gilt einer dieser gleichwertigen Sätze für eine affine Translationsebene ohne involutorische Translationen mit Orthogonalitätsrelation, so folgt, dass in ihr der große affine Satz von Pappos gilt, das heißt, sie ist eine pappussche Ebene und isomorph zu einer affinen Ebene über einem Körper {\displaystyle K}, dessen Charakteristik nicht 2 ist. Eine solche affine Ebene, also eine pappussche Ebene mit einer fixelementfreien Orthogonalitätsabbildung, in der das Fano-Axiom und der Höhenschnittpunktsatz gilt, wird als präeuklidische Ebene oder verallgemeinerte euklidische Ebene bezeichnet.
→ Der Begriff der präeuklidischen Ebene verallgemeinert den Begriff der frei beweglichen Ebene, der im Artikel Pythagoreischer Körper, und den noch spezielleren Begriff der euklidischen Ebene der im Artikel Euklidischer Körper erläutert wird.

### Orthogonalitätskonstante
In einer präeuklidischen Ebene {\displaystyle A} kann die Orthogonalitätsabbildung durch eine Orthogonalitätskonstante gekennzeichnet werden. Die Ebene wird, wie im Artikel Ternärkörper beschrieben, mit einem Koordinatensystem {\displaystyle (O,E_{1},E_{2})} versehen und zwar so, dass die Koordinatenachsen senkrecht zueinander sind ({\displaystyle OE_{1}\perp OE_{2}}), damit wird der Koordinatenkörper {\displaystyle K} mit der ersten Koordinatenachse identifiziert. Dann ordnet die Orthogonalitätsabbildung der Parallelenschar mit dem Steigungsfaktor {\displaystyle a\in K^{*}} {\displaystyle \left(g_{(a;d)}:a\cdot x_{2}+x_{1}=d;\;d\in K\right)} die Parallelenschar mit der Steigung {\displaystyle {\frac {c}{a}}} zu, den Parallelen zur ersten die zur zweiten Koordinatenachse und umgekehrt. Die Zahl {\displaystyle c\in K^{*}} wird als Orthogonalitätskonstante bezeichnet. Sie ist eindeutig bis auf eine Multiplikation mit einer Quadratzahl, d. h. sie wird durch Wahl eines anderen rechtwinkligen Koordinatensystems zu {\displaystyle {\overline {c}}=c\cdot k^{2}} mit {\displaystyle k\in K^{*}}. Die Menge {\displaystyle Q_{c}=\lbrace c\cdot k^{2}\,|\;k\in K^{*}\rbrace } wird als die Quadratklasse von {\displaystyle c} bezeichnet. Genau die Zahlen aus derselben Quadratklasse führen zu äquivalenten Orthogonalitätsrelationen. Geometrisch äquivalent in dem Sinn, dass die Orthogonalitätskonstante der einen Orthogonalität durch Wahl eines geeigneten Koordinatensystems in die der anderen umgewandelt wird. Die äquivalenten Orthogonalitätsabbildungen ordnen im Allgemeinen einer bestimmten Richtung jeweils unterschiedliche orthogonale Richtungen zu.
In einer präeuklidischen Ebene liegt die Orthogonalitätskonstante nie in der Quadratklasse von {\displaystyle 1,\;Q_{1}=\lbrace k^{2}\,|\;k\in K^{*}\rbrace }, sonst würde eine isotrope Gerade existieren. Umgekehrt wird durch Wahl eines Koordinatensystems in der affinen Ebene {\displaystyle A=K^{2}} über einem Körper {\displaystyle K} ({\displaystyle \operatorname {char} (K)\neq 2}) und Wahl einer Orthogonalitätskonstanten {\displaystyle c\in K^{*}\setminus Q_{1}} auf {\displaystyle A} eine eindeutige Orthogonalitätsrelation eingeführt, mit der {\displaystyle A} den Höhenschnittpunktsatz erfüllt. Für jeden Körper {\displaystyle K}, dessen Charakteristik nicht 2 ist und der mindestens zwei verschiedene Quadratklassen besitzt, kann so die affine Ebene {\displaystyle K^{2}} zu einer präeuklidischen Ebene gemacht werden.
Es existieren in der Literatur auch andere Vereinbarungen über die „Orthogonalitätskonstante“: In der absoluten Geometrie verwendet man die Konvention {\displaystyle k=-{\frac {1}{c}}}, wobei c die hier definierte Orthogonalitätskonstante ist, und nennt dann k Orthogonalitätskonstante der Geometrie. Auch diese ist nur bis auf quadratische Äquivalenz bzw. „Wahl eines Koordinatensystems mit senkrechten Achsen“ bestimmt. Die so definierte Konstante k darf dann nicht quadratisch äquivalent zu {\displaystyle -1} sein.

### Kreise
In einer präeuklidischen Ebene lässt sich eine Äquivalenzrelation der Abstandsgleichheit von einem bestimmten Punkt {\displaystyle M} so definieren:
- Zwei Punkte heißen abstandsgleich zu {\displaystyle M}, falls sie gleich sind oder ihr Mittellot durch {\displaystyle M} geht.

Jede Klasse von zu {\displaystyle M} abstandsgleichen Punkten wird als ein Kreis mit Mittelpunkt {\displaystyle M} oder kürzer als ein Kreis um {\displaystyle M} bezeichnet. Den Kreis {\displaystyle \lbrace M\rbrace }, der nur aus dem Mittelpunkt besteht, nennt man Nullkreis. Für alle „Kreise“, die nicht Nullkreise sind, gelten der Satz des Thales und seine Umkehrung sinngemäß. Insbesondere enthält jeder vom Nullkreis verschiedene Kreis mindestens 3 nicht kollineare Punkte und drei verschiedene Punkte eines Kreises sind niemals kollinear. Der Mittelpunkt {\displaystyle M} ist durch eine Äquivalenzklasse von zu {\displaystyle M} abstandsgleichen Punkten eindeutig bestimmt – bereits durch 3 verschiedene Punkte aus der Klasse, sofern sie nicht der Nullkreis ist.
Bei dieser Verallgemeinerung des Kreisbegriffs wird der Mittellotensatz zur Definition des Kreises verwendet. Da ein Kreis als Äquivalenzklasse durch die Wendung „Kreis durch {\displaystyle A} mit Mittelpunkt {\displaystyle M}“ eindeutig beschrieben ist, können in einer präeuklidischen Ebene die klassischen „Konstruktionsschritte mit Zirkel und Lineal“ formuliert und durchgeführt werden. Allerdings ist die Frage, ob und wann sich zwei Kreise schneiden oder ob auch nur ein Kreis eine seiner Zentralen (Geraden durch seinen Mittelpunkt) schneidet, in jedem Einzelfall neu zu prüfen! → Siehe dazu weiter unten das Beispiel der affinen Ebene über den rationalen Zahlen mit der „üblichen“ Orthogonalität.

### Längenklassen
Die Kreise in einer präeuklidischen Ebene sind Invarianten unter Parallelverschiebungen (Translationen): Durch die Translation {\displaystyle {\overrightarrow {MN}}}  wird ein Kreis mit Mittelpunkt {\displaystyle M} auf einen Kreis mit Mittelpunkt {\displaystyle N} abgebildet. So lässt sich ein Kreis als Repräsentant einer „Länge“ verwenden: Zwei gerichtete Strecken {\displaystyle (M,A)} und {\displaystyle (N,B)} gehören zur gleichen Längenklasse (kurz: „sind gleich lang“), wenn die Translation {\displaystyle {\overrightarrow {MN}}} einen Kreis um {\displaystyle M}, der {\displaystyle A} enthält, in einen Kreis um {\displaystyle N} überführt, der {\displaystyle B} enthält.
Da in einer präeuklidischen Ebene zur gerichteten Strecke {\displaystyle (M,A)} (aufgrund des Fano-Axioms) eine Punktspiegelung an ihrer Mitte definiert werden kann, lässt sich zeigen, dass dieser Längenbegriff von der Reihenfolge der Punkte in {\displaystyle (M,A)} unabhängig ist, das heißt {\displaystyle (M,A)} und {\displaystyle (A,M)} gehören immer zur gleichen Längenklasse.
Im Allgemeinen können zwei Längenklassen in der präeuklidischen Ebene nicht der Größe nach verglichen werden und eine gerichtete „Strecke“ {\displaystyle (M,A)} ist nur ein Paar von Punkten. Um den Begriff einer „Strecke“ im Sinne von „Menge der Punkte zwischen {\displaystyle M} und {\displaystyle A}“ definieren zu können, werden Anordnungsaxiome benötigt, die in vielen präeuklidischen Ebenen nicht erfüllt werden können.

### Quadrate
Ein Quadrat lässt sich allein mit Begriffen der Orthogonalität definieren als ein nichtentartetes Parallelogramm mit aufeinander senkrechten Seiten und Diagonalen. In einer präeuklidischen Ebene existiert genau dann ein Quadrat, wenn die Orthogonalitätskonstante c in der Quadratklasse von {\displaystyle -1} liegt. Die Existenz von Quadraten kann als zusätzliches Axiom angesehen werden: Es ist unabhängig von den Axiomen einer präeuklidischen Ebene.
In einer präeuklidischen Ebene mit Quadraten kann auf zwei beliebigen, zueinander senkrechten Achsen ein Koordinatensystem {\displaystyle (O,E_{1},E_{2})} so ausgewählt werden, dass die Einheitspunkte zusammen mit ihren Punktspiegelbildern am Ursprung ein Quadrat
{\displaystyle \!\,E_{1}(1|0);\;E_{2}(0|1);\;E_{1}'(-1|0);\;E_{2}'(0|-1)}
bilden. Dazu müssen die Einheitspunkte {\displaystyle E_{1},E_{2}} auf den zueinander senkrechten Achsen durch {\displaystyle O} so gewählt werden, dass ihr Mittellot durch den Ursprung geht – dies ist genau dann möglich, wenn Quadrate existieren. Ein solches Koordinatensystem heißt ein kartesisches Koordinatensystem der präeuklidischen Ebene mit Quadraten. In einem kartesischen Koordinatensystem nimmt die Orthogonalitätskonstante den Wert −1 an.
→ Vergleiche den Hauptartikel kartesisches Koordinatensystem.

## Automorphismen
Jeder Automorphismus einer präeuklidischen Ebene muss inzidenzerhaltend sein und damit, weil die Ebene affin ist, eine Kollineation. Weil die Verschiebungen in jeder präeuklidischen Ebene einen zweidimensionalen Vektorraum bilden, wird jede solche Kollineation durch eine semilineare Selbstabbildung dieses Vektorraums bestimmt.
Die Automorphismen der präeuklidischen Ebene sind genau die Kollineationen, unter denen die Orthogonalität erhalten bleibt.

## Beispiele und Gegenbeispiele
- Die euklidische Ebene {\displaystyle \mathbb {R} ^{2}} (und jede Ebene über einem anderen euklidischen Körper) ist mit ihrem üblichen Orthogonalitätsbegriff eine präeuklidische Ebene mit Quadraten. Da die reellen Zahlen und allgemeiner jeder euklidische Körper nur zwei Quadratklassen {\displaystyle Q_{1}} und {\displaystyle Q_{-1}} haben, ist hier die gewöhnliche bis auf Koordinatentransformation die einzig mögliche Orthogonalität. Mit dieser Orthogonalität werden alle Koordinatenebenen über euklidischen Körpern frei beweglich.
- Die affine Ebene {\displaystyle \mathbb {C} ^{2}} über den komplexen Zahlen kann nicht zu einer präeuklidischen Ebene gemacht werden, da der Körper {\displaystyle \mathbb {C} } nur eine Quadratklasse hat, das gilt entsprechend für jeden  algebraisch abgeschlossenen Körper.
- Die affine Ebene {\displaystyle \mathbb {Q} ^{2}} über den rationalen Zahlen wird durch die übliche Orthogonalität mit der Orthogonalitätskonstanten {\displaystyle c=-1} zu einer präeuklidischen Ebene mit Quadraten. Diese Ebene ist aber nicht frei beweglich. Wählt man als Orthogonalitätskonstante irgendeine positive Nichtquadratzahl {\displaystyle c} oder deren Gegenzahl {\displaystyle -c}, dann wird sie zu einer präeuklidischen Ebene ohne Quadrate.
- Ist {\displaystyle K=\mathbb {Z} /p\mathbb {Z} } der Restklassenkörper zu einer ungeraden Primzahl {\displaystyle p}, dann gibt es genau zwei Quadratklassen in {\displaystyle K}. Daher kann die pappussche Ebene {\displaystyle K^{2}} (bis auf Koordinatentransformation) auf genau eine Art zu einer präeuklidischen Ebene gemacht werden. Diese enthält genau dann Quadrate, wenn {\displaystyle -1} ein quadratischer Nichtrest modulo {\displaystyle p} ist, wenn also die Primzahl die Form {\displaystyle p=4\cdot k+3,\;k\in \mathbb {N} _{0}} hat. In keinem Fall sind diese Ebenen frei beweglich.
- Ist allgemeiner als im vorigen Beispiel {\displaystyle K=\mathbb {F} _{q}} der endliche Körper mit q Elementen, und die Charakteristik p von K nicht 2, dann ist q eine ungerade Primzahlpotenz {\displaystyle q=p^{r},r\geq 1} und es existieren zwei Quadratklassen, {\displaystyle Q_{1}=(K^{*})^{2}}, die eine echte Untergruppe von {\displaystyle (K^{*},\cdot )} ist, und deren echte Nebenklasse {\displaystyle N=K^{*}\setminus Q_{1}}. Auch hier kann man stets eine Orthogonalität definieren, indem man ein Element von N als Orthogonalitätskonstante wählt und auch hier existieren genau dann Quadrate in der Ebene, wenn {\displaystyle -1\in N} also keine Quadratzahl ist. Dazu muss wieder {\displaystyle q\equiv 3{\pmod {4}}} sein.
- Der quadratische Zahlkörper {\displaystyle K=\mathbb {Q} (i)} hat unendlich viele Quadratklassen. Die Quadratklassen, die keine Quadratzahl enthalten (alle außer {\displaystyle Q_{1}}), führen als Orthogonalitätskonstanten zu präeuklidischen Ebenen {\displaystyle (K^{2},\perp )}, die nicht durch eine Koordinatentransformation ineinander überführt werden können. Keine dieser präeuklidischen Ebenen enthält ein Quadrat, denn in diesem Körper ist {\displaystyle Q_{-1}=Q_{1}}.

## Didaktische Bedeutung der präeuklidischen Ebenen
Der axiomatische Begriff „präeuklidische Ebene“ ist im Schulunterricht für den Lehrer interessant:
Es kann nicht daran gedacht werden, die Axiomatik affiner Ebenen oder der spezielleren präeuklidischen Ebenen im Unterricht zu behandeln. Es lohnt sich aber für den Lehrer, die Beispiele, insbesondere die rationale präeuklidische Ebene mit „gewöhnlicher“ Orthogonalität (naive Zeichenebene), also Orthogonalitätskonstante {\displaystyle c=-1} zu verstehen.
Im konstruierenden Unterricht sind parallele Geraden zunächst lotgleiche Geraden auch „Doppellote“ genannt. Vor dem Hintergrund der absoluten Geometrie kann das naive Vorurteil, dass sich nichtparallele Geraden eben schneiden, das heißt in einem Punkt treffen, nicht einfach „durcheinander durchlaufen“, und Geraden nicht einfach durch Kreise „durchlaufen“, kritisch hinterfragt werden. Als abstrakte Gebilde existieren Kreise in jeder präeuklidischen Ebene also auch in der naiven Zeichenebene. Und in der naiven Zeichenebene sehen sie auch genauso aus wie richtige (reelle) Kreise. Man beachte aber: Unter anderem deswegen, weil die rationalen Zahlen dicht in der reellen Zahlenmenge liegen! Aber schon die „dritteinfachste Gerade“, die erste Winkelhalbierende des Standardkoordinatensystems läuft durch die Kreislinie durch ohne sie in einem rationalen Punkt zu treffen. Eventuell sind solche Schülererfahrungen motivierender, sich auf eine Zahlbereichserweiterung der rationalen Zahlen einzulassen, als das klassische, mathematisch äquivalente Beispiel, dass die Diagonale im rationalen Einheitsquadrat keine rationale Länge hat: Sie fordern geradezu auf, nach anderen Geraden „durch“ den Kreis zu suchen, die die Kreislinie verfehlen! Diese Überlegungen kommen auch der Idee des linearen „Kontinuums“ im Sinne des Zwischenwertsatzes näher als das klassische Längenproblem. Vor dem historischen Hintergrund der Elemente des Euklid und der Axiomdiskussion der absoluten Geometrie sind es gerade die naiv-evidenten Existenzaussagen der naiven Geometrie, wie „jede Strecke hat eine Mitte“ und „jeder Winkel ist halbierbar“ die keineswegs selbstverständlich erfüllbar sind.